# Dolors Giorla Laribal
Dolors Giorla Laribal (Barcelona, 1912 - Sant Adrià del Besòs, 20 de juny de 1939) fou una mestressa de casa catalana i una de les dotze republicanes de la Presó de Dones de les Corts afusellades al Camp de la Bota, víctimes de la Repressió Franquista.

## Context històric
A finals de gener de 1939 les tropes franquistes van ocupar Barcelona i malgrat no haver acabat la Guerra Civil, es va desfermar una cruenta repressió contra els vençuts. Es van perdre drets i llibertats assolits durant la República i el BOE del 9 de febrer de 1939 va publicar la llei d'incoació de responsabilitats polítiques. Els jutjats havien d'investigar persones sospitoses d'haver anat voluntàries al front, militants d'esquerra, catalanistes, comunistes, anarquistes, sindicalistes, Socors Roig, etc. Els rumors i les rancúnies personals van multiplicar les denúncies. Les dones van ser confinades a la llar i es van idear càstigs degradants per aquelles que havien gosat traspassar els codis de la moral tradicional catòlica.

## Biografia
Dolors Giorla, filla de Joan Giorla Bertran i Josefa Laribal Maylinch, estava casada amb un metge de l'Hospital Clínic de Barcelona i va pesar sobre ella una acusació que va trescendir de l'àmbit civil al político militar. Feia temps que es volia divorciar a causa dels maltractaments físics i psíquics que rebia. Cansada de queixar-se als familiars, va denunciar el seu marit diverses vegades, sense rebre mai cap atenció; finalment va posar els fets en coneixement de les Patrulles de Control. Al cap de poc l'home va ser detingut quan es trobava en companyia d'un jove falangista i dues monges infermeres del Clínic, que amagava a casa seva. Acusats de ser feixistes, els dos homes van ser passats per les armes i només les monges van sobreviure.
El 15 de febrer de 1939, Dolors Giorlà va ser detinguda pel Servei d'informació i la Policia militar i reclosa a la Presó de les Corts, acusada de haver instigat la mort del seu marit. Sor Bibiana, una de les monges supervivents, va testimoniar en contra seu, qualificant-la de pèssima esposa i de moral lleugera; afirmà que sentia odi envers les persones afectes al Movimiento Nacional. Va ser jutjada en un Consell de Guerra Sumaríssim el 3 de maig, juntament amb 16 persones més. Acusada de rebel·lió militar, va ser condemnada a la pena de mort, essent afusellada a dos quarts de sis de la matinada del 21 de juny de 1939 al Camp de la Bota i enterrada al Fossar de la Pedrera del Cementiri de Montjuïc.